# Историја Јевреја у Мађарској
Историја Јевреја у Мађарској датира барем периода краљевине Угаарске, а неки записи чак и претходие мађарском освајању Карпатског басена 895. године за више од 600 година. Писани извори доказују да су јеврејске заједнице живеле у средњовековној Угарској краљевини и чак се претпоставља да је неколико делова хетерогених мађарских племена практиковало јудаизам. Јеврејски званичници су служили краљу током владавине Андрије II почетком 13. века. Од друге половине 13. века општа верска толеранција опада и политика Мађарске постаје слична опхођењу према јеврејском становништву у западној Европи.
Мађарски Јевреји су били прилично добро интегрисани у мађарско друштво у време Првог светског рата. До почетка 20. века, заједница је порасла на 5% укупног становништва Мађарске и 23% становништва главног града, Будимпеште. Јевреји су постали истакнути у науци, уметности и бизнису. До 1941. године, преко 17% Јевреја у Будимпешти прешло је у хришћанство.
Антијеврејска политика је постала репресивнија у међуратном периоду јер су мађарски лидери, који су остали посвећени повратку територија изгубљених мировним споразумом (види Тријанонски споразум) из 1920. године, одлучили да се придруже владама Трећег рајха и фашистичке Италије. Почевши од 1938. године, Мађарска је под вођством Миклоша Хортија донела низ антијеврејских мера у складу са немачким Нирнбершким законима. После немачке окупације Мађарске 19. марта 1944, Јевреји из провинција су депортовани у концентрациони логор Аушвиц; између маја и јула те године, тамо је послато 437.000 Јевреја из Мађарске, од којих је већина била погубљена одмах по доласку.
Подаци пописа становништва у Мађарској из 2011. имали су 10.965 људи (0,11%) који су се идентификовали као религиозни Јевреји, од којих се 10.553 (96,2%) изјаснило да су етнички Мађари. Процене мађарске јеврејске популације у 2010. крећу се од 54.000 до више од 130.000 углавном концентрисаних у Будимпешти. У Мађарској постоји много активних синагога, укључујући синагогу у улици Дохањ, највећу синагогу у Европи и другу по величини на свету после храма Еману-Ел у Њујорку.

## Рана историја

### Пре 1095.
Није тачно познато када су се Јевреји први пут населили у Мађарској. Према предању, краљ Децебал (владар Дакије 87–106 наше ере) је дозволио Јеврејима који су му помогли у рату против Рима да се населе на његовој територији. Дакија је обухватала део данашње Мађарске као и Румунију и Молдавију и мање области Бугарске, Украјине и Србије. Заробљенике из јеврејско-римских ратова су можда вратиле победничке римске легије које су иначе биле стациониране у провинцији Панонији (Западна Мађарска). Марко Аурелије наредио је пребацивање неких од својих побуњеничких трупа из Сирије у Панонију 175. године. Ове трупе су делимично регрутоване у Антиохији и Хемеси (данашњи Хомс), које су у то време још увек имале значајну јеврејску популацију. Антиохијске трупе су пребачене у Ulcisia Castra у преводу Вучија тврђава (данашњи Сентандреја), док су се хемесијске трупе населиле у Интерцизи (данашњи Дунаујварош).
Према Рафаелу Патаију, камени натписи који се односе на Јевреје пронађени су у Бригетију (данашњи Сењ), Солви (Острогон), Аквинкуму (Будимпешта), Интерцизи (Дунаујварош), Triccinae (Шарвар), Домбовару, Шиклошу, Sopianae (Печуј) и Саварији (Сомбатхељ). Латински натпис, епитаф Септиме Марије, откривен у Шиклошу (јужна Мађарска близу хрватске границе), јасно упућује на њено јеврејство (Јудеја). Плоча из Интерцизе је исписана у име Козмија, шефа царинарнице Спондила, архисинагогуса Јудеорума [поглавара синагоге Јевреја] за време владавине Александра Севера. Године 2008., тим археолога је открио амајлију из 3. века нове ере у облику златног свитка са исписаним речима јеврејске молитве у Фелторону (данашњи Халбтурн, Бургенланд, у Аустрији). Угарска племена су населила територију 650 година касније. У мађарском језику, реч за Јевреја је zsidó, која је преузета из једног од словенских језика.
Први историјски документ који се односи на Јевреје у Мађарској је писмо Хасдаја ибн Шапрута, јеврејски државник из Кордобе, који је око 960. године н.е. писао хазарском краљу Јосифу, у коме се каже да су словенски амбасадори обећали да ће предати поруку краљу Славоније, који би то исто уручио Јеврејима који живе у мађарској земљи, који би то, пак, пренели даље. Отприлике у исто време Ибрахим ибн Јакоб каже да су Јевреји отишли из Мађарске у Праг у пословне сврхе. Ништа се не зна о Јеврејима током периода великих везира, осим да су живели у земљи и тамо се бавили трговином.
Краљ Бела I је 1061. године наредио да се пазари одржавају суботом уместо традиционалних недеља (мађарски језик је сачувао претходни обичај, Недеља = vasárnap, у преводу пазарни дан). У време владавине Ладислава I (1077–1095), Синод у Саболчу 20. маја 1092) донео је декрет (20. маја 1092) да Јеврејима не би требало дозволити да имају хришћанске жене или да држе хришћанске робове. Овај декрет је био објављен у хришћанским земљама Европе од 5. века, а Свети Ладислав га је само увео у Угарску.
Угарски Јевреји су у почетку формирали мала насеља и нису имали учене рабине; али су се строго придржавали свих јеврејских закона и обичаја. Једна традиција повезује причу о Јеврејима из Ратизбона (Регензбург) који су у петак дошли у Мађарску са робом из Русије; код Будима (Офен) или Острогона (Гран) поломио се точак на њиховим колима и док су га поправили и ушли у град, Јевреји су већ излазили из синагоге. Ненамерни прекршиоци Шабата су строго кажњени. Ритуал мађарских Јевреја верно је одражавао савремене немачке обичаје.

### 1095–1349
Коломан (1095–1116), наследник Светог Ладислава, обновио је декрет из Саболча 1092. године, додајући даље забране запошљавања хришћанских робова. Такође је ограничио Јевреје на градове са епископским седиштем – вероватно да би их ставио под сталним надзором цркве. Убрзо по објављивању ове уредбе у Угарску су дошли крсташи; али их Мађари нису подржавали, а Коломан им се чак успротивио. Разбеснели крсташи су напали неке градове, и ако је веровати Гедалији ибн Јаји, Јевреји су доживела судбину сличну судбини Јевреја у Француској, Немачкој и Бохемији.
Окрутности које су нанете Јеврејима у Бохемији навеле су многе од њих да потраже уточиште у Мађарској. Вероватно је имиграција богатих бохемских Јевреја навела Коломана да убрзо потом регулише комерцијалне и банкарске трансакције између Јевреја и хришћана. Он је, између осталих прописа, одредио да ако је хришћанин позајмио од Јевреја, или Јевреј од хришћанина, и хришћански и јеврејски сведоци морају бити присутни на трансакцији.
Током владавине краља Андрије II (1205–1235) постојали су јеврејски коморници и службеници ковнице, соли и пореза. Племство земље, међутим, навело је краља да у својој златној були (1222), лиши Јевреје ових високих функција. Када је Андреју био потребан новац 1226. године, он је позајмљивао од Јевреја, што је дало разлог за много притужби. Папа Хонорије III га је након тога екскомуницирао, што је трајало све док 1233. није обећао папским амбасадорима под заклетвом да ће спроводити декрете Златне буле усмерене против Јевреја и Сарацена (до тада се папство променило, а папа је сада био Гргур IX); и да ће учинити да се оба народа разликују од хришћана помоћу значака; и забранио Јеврејима и Сараценима да купују или држе хришћанске робове.
Година 1240. била је завршница петог миленијума јеврејске ере. У то време Јевреји су очекивали долазак свог месије. Чинило се да је монголска инвазија 1241. у складу са очекивањима, јер је јеврејска машта очекивала да ће срећни месијански период бити уведен ратом Гога и Магога. Бела IV (1235–1270) је именовао Јеврејина по имену Хенул на дужност дворског коморника (Тека је ову функцију обављао под Андријом II); а Волфел и његови синови Алтман и Никл држали су замак у Комарому са својим залагањима. Бела је Јеврејима поверио и ковницу новца; а хебрејски новчићи из овог периода и данас се налазе у Мађарској. Године 1251. Бела је својим јеврејским поданицима доделио привилегију, која је у суштини била иста као она коју је 1244. дао војвода Фридрих II аустријским Јеврејима, али коју је Бела изменио да би одговарала угарским условима. Ова привилегија је остала на снази све до Мохачке битке (1526).
На синоду у Будиму (1279), одржаном у време владавине угарског краља Ладислава IV (1272–1290), у присуству папског амбасадора Филипа од Ферма, одлучено је да сваки Јеврејин који се појављује у јавности носи на себи на левој страни његове горње одеће комад црвене тканине; да сваком хришћанину који послује са Јеврејем који није тако обележен, или живи у кући или на земљи заједно са било којим Јеврејем, треба одбити пријем на црквене службе; и да хришћанин који повери било какву функцију Јеврејину треба да буде изопштен. Андрија III (1291–1301), последњи краљ династије Арпадовића, у привилегији коју је доделио заједници у Позонијуму (Братислава), објавио је да Јевреји у том граду уживају све слободе грађана.

## Протеривање, опозив и прогон (1349–1526)
Под страним краљевима који су заузели престо Угарске након династије Арпадовића, мађарски Јевреји су претрпели многе прогоне. За време црне смрти (1349), протерани су из земље. Иако су Јевреји одмах поново примљени, поново су били прогањани, и поново их је протерао 1360. краљ Лајош I (1342–1382). Иако је краљ Лајош у почетку показивао толеранцију према Јеврејима током првих година своје владавине, након освајања Босне, током којег је покушавао да натера локално становништво да пређе са "јеретичког" богумилског хришћанства у католичанство, краљ Лајош је покушао да наметне преобраћења и мађарским Јеврејима. Међутим, није успео у покушају да их покатоличи, и протерао их је. Примили су их Александру Добри Молдавски и Дано I Влашки који им је дао посебне комерцијалне привилегије.
Неколико година касније, када је Мађарска била у финансијским проблемима, Јевреји су опозвани. Открили су да је за време њиховог одсуства краљ увео обичај Tödtbriefe, то јест, поништавање једним потезом пера, на захтев поданика или града, белешке и хипотеке Јевреја. Важна канцеларија коју је створио Лајош била је функција "судије свих Јевреја који живе у Угарској," који је биран између достојанственика земље, надора, и благајника, и имао је заменика да му помаже. Његова је дужност била да убира порезе од Јевреја, да штити њихове привилегије и да саслуша њихове жалбе, које су постале све учесталије од владавине Жигмунда Луксембуршког (1387–1437).
Жигмундови наследници: Алберт (1437–1439), Ладислав V Посмрче (1453–1457) и Матија Корвин (1458–1490) такође су потврдили привилегију Беле IV. Матија је створио канцеларију јеврејског префекта у Мађарској. Период након Матијине смрти био је тежак за мађарске Јевреје. Једва да је сахрањен, када су људи на њих насрнули, запленили им имовину, одбили да плате дугове и уопште их прогонили. Претендент на престо Јанош Корвин, Матијин ванбрачни син, протерао их је из Тате, а краљ Владислав II (1490–1516), који је увек имао потребу за новцем, увео им је велике порезе. Током његове владавине, Јевреји су први пут спаљивани на ломачама, многи су погубљени у Трнави 1494. године, под сумњом за ритуална убиства.
Мађарски Јевреји су се коначно обратили немачком цару Максимилијану за заштиту. Поводом венчања Лајоша II и надвојвоткиње Марије (1512), цар је, уз сагласност Владислава, узео под заштиту префекта Јакова Мендела Будимског, заједно са његовом породицом и свим осталим угарским Јеврејима, и дао им сва права која су уживали остали његови поданици. Под Владиславовим наследником, Лајошем II (1516–1526), прогон Јевреја је био уобичајена појава. Горка осећања према њима делимично су била појачана чињеницом да је крштени Јеврејин Емерих Серенчеш, заменик благајника, проневерио јавна средства.

## Рат против Османлија (1526–1686)
Османлије су победиле Мађаре у Мохачкој бици (29. август 1526), када је Лајош II изгубио живот на бојном пољу. Када је вест о његовој смрти стигла у престоницу, Будим, двор и племићи су побегли заједно са неким богатим Јеврејима, међу њима и жупаном. Када је велики везир, Ибрахим-паша, који је претходио султану Сулејману I, са својом војском стигао у Будим, представници Јевреја који су остали у граду појавили су се пред њим обучени у црнину и, молећи за милост, предали му кључеве напуштеног и незаштићеног замка у знак покорности. Сам султан је 11. септембра ушао у Будим; а 22. септембра је одредио да се сви Јевреји заробљени у Будиму, Острогону, и другим местима, више од 2.000, распореде по градовима Османског царства. Они су послати у Константинопољу, Плевни (Плевен) и Софији, где су неколико деценија одржавали своју засебну заједницу. У Софији, су у другој половини 16. века постојале четири јеврејске заједнице: Романиоти, Ашкенази, Сефарди и Унгари. Мађарских Јевреји из Софије су се касније населили и у Кавали.
Иако се османска војска вратила након битке, 1541. поново је извршила инвазију на Мађарску како би помогла у одбијању аустријског покушаја да заузме Будим. До доласка Османске војске, Аустријанци су били поражени, али су Османлије лукаво заузеле Будим.
Док су неки од мађарских Јевреја били депортовани у Анадолију, други, који су побегли пред султановим приближавањем, потражили су уточиште преко границе или у слободним краљевским градовима западне Угарске. Удовица Лајоша II, краљица регент Марија, фаворизовала је непријатеље Јевреја. Грађани Шопрона (Оденбурга) започели су непријатељства протеривањем Јевреја из тог града, конфисковањем њихове имовине и пљачкањем испражњених кућа и синагоге. Град Пресбург (Братислава) је такође добио дозволу од краљице (9. октобра 1526) да протера Јевреје који су живели на његовој територији, јер су они изразили намеру да побегну пред Турцима. Јевреји су напустили Пресбург 9. новембра.
Истог дана одржан је сабор у Секешфехервару на коме је Јован I Запоља (1526–1540) изабран и крунисан за краља. Током ове седнице одлучено је да се Јевреји одмах протерају из свих делова земље. Запоља, међутим, није ратификовао ове законе. Сабор одржан у Пресбургу у децембру 1526., на коме је Фердинанд Хабзбуршки изабран за краља (1526–1564), поништио је све уредбе из Секешфехервара, укључујући Запољин избор за краља.
Пошто је господар Бесинга (Пезинок) био дужан Јеврејима, 1529. године подигнута је крвна оптужница против његових повериоца. Иако су Мендел, жупан и Јевреји широм Угарске протестовали, оптужени су спаљени на ломачи. Вековима касније Јеврејима је било забрањено да живе у Бесингу. Јевреји из Трнаве убрзо су доживели сличну судбину, прво су били кажњени за наводна ритуална убиства, а затим су протерани из града (19. фебруара 1539).
Јевреји који су живели у деловима Мађарске које је окупирало Османско царство били су третирани далеко боље од оних који су живели под Хабзбурзима. Током периода 1546–1590 и 1620–1680, општина Офен (Будим) је цветала.
У следећој табели приказан је број јеврејских домаћинстава која су плаћала џизију у Будиму за време османске владавине:
| 1546 | 1559 | 1562 | 1590 | 1627 | 1633 | 1660 |
| ---- | ---- | ---- | ---- | ---- | ---- | ---- |
| 50   | 44   | 49   | 109  | 11   | 20   | 80   |

На крају османске ере, око хиљаду Јевреја који су живели у Будиму служило је богослужење у три синагоге: ашкенаској, сефардској и сиријској.
Док су Османлије држале власт у Мађарској, Јевреји из Трансилваније (у то време независне кнежевине) aсу такође добро прошли. На захтев Абрахама Сасе, јеврејског лекара из Константинопоља, кнез Габор Бетлен од Трансилваније доделио је писмо привилегија (18. јуна 1623) шпанским Јеврејима из Анадолије. Али заједница јудаизирајућих секлерских сабата, која је постојала у Трансилванији од 1588. године, била је прогоњена и протерана 1638. године.
Краљ Максимилијан II (1563–1576) намеравао је 26. новембра 1572. да протера Јевреје из Пресбурга (Братислава), наводећи да ће његов едикт бити опозван само у случају да прихвате хришћанство. Јевреји су, међутим, остали у граду, не напуштајући своју веру. Били су у сталном сукобу са грађанима. Општинско веће је 1. јуна 1582. године донело одлуку да нико не сме да даје уточиште Јеврејима, па чак ни да обавља послове са њима. Осећај према Јеврејима у том делу земље који није под турском влашћу показује уредба сабора из 1578. године, да се Јевреји опорезују дупло више од износа који је наметнут другим грађанима.
Члан XV закона објављеног на сабору из 1630. Јеврејима је било забрањено да преузимају царине; а овај декрет је потврђен сабором из 1646. на основу тога што су Јевреји били искључени из привилегија земље, и били оптужени да су били неверници и да немају савести (veluti jurium regni incapaces, infideles, et nulla conscientia praediti). Јевреји су морали да плате посебан ратни порез када су царске трупе кренуле крајем 16. века да преузму Будим од Османлија. Будимска јеврејска заједница је много пропатила током ове опсаде, као и у општини Секешфехервар када су царске трупе заузеле тај град у септембру 1601; многи њени чланови су или убијени или заробљени и продати у ропство, а њихово откупљење су накнадно извршили немачки, италијански и османски Јевреји. Након склапања мира, који су Јевреји помогли да се постигне, заједнице су делимично обновљене; али је даљи развој на територији Хабзбурга заустављен када је Леополд I (1657–1705) протерао Јевреје (24. априла 1671). Он је, међутим, опозвао свој декрет неколико месеци касније (20. августа). Током опсаде Беча, 1683. године, Јевреји који су се вратили у тај град поново су малтретирани. Османлије су опљачкале неке заједнице у западној Мађарској и депортовале њихове чланове као робове.

## Хабзбуршка владавина

### Даљи прогони и протеривања (1686–1740)
Царске трупе су поново заузеле Будим 2. септембра 1686. године, већина јеврејских становника је масакрирана, неки су заробљени и касније пуштени уз откуп. У наредним годинама цела Мађарска је сада дошла под власт Хабзбурга. Пошто је разорену земљу требало поново населити, бискуп гроф Леополд Карл фон Колонич, касније надбискуп Острогона и примас Мађарске, саветовао је краља да да предност немачким католицима како би земља временом постала немачка и католичка. Сматрао је да Јевреји не могу бити истребљени одједном, већ да се морају постепено искорењивати, као што се лош новац постепено повлачи из оптицаја. Декрет који је донео сабор у Пресбургу (1687–1688) Јеврејима је наметнуо двоструко опорезивање. Јеврејима није било дозвољено да се баве пољопривредом, нити да поседују било какву имовину, нити да држе хришћанске слуге.
Овај савет је убрзо уродио плодом и делимично је спроведен у дело. У августу 1690., влада у Бечу је наредила властима у Шопрону да протера своје Јевреје, који су се доселили из аустријских покрајина. Влада је, желећи да спроведе едикт последње скупштине, убрзо потом донела декрет да Јевреји буду уклоњени са јавних дужности. Међутим, наређење се показало неефикасним; а настављено је и запошљавање јеврејских цариника. Чак је и благајник царства дао пример у кршењу закона именовавши (1692) Симона Хирша за цариника у Леополдштату (Љеополдов); а по Хиршовој смрти пренео је канцеларију на Хиршовог зета.
Побуна Куруца, под Ференцом II, нанела је много патње мађарским Јеврејима. У Куруцу су затворили и побили Јевреје, који су навукли гнев тако што су стали на страну краљеве странке. Јевреји из Ајзенштата, у пратњи оних из заједнице Матерсдорфа, потражили су уточиште у Бечу, Винер Нојштату, и Форхтенштајну. Јевреји из Холича и Шашвара (Шаштин) побегли су у Ходоњин; док су други, који нису могли да напусте посао у ово време невоље, слали су своје породице на сигурна места, а сами су се храбрили у опасности. Иако није много Јевреја изгубило животе током ове побуне, она је направила велики хаос у њиховом богатству, посебно у округу Шопрон, где је живео велики број богатих Јевреја. Краљ је дао писма заштите онима који су били уништени побуном, и захтевао сатисфакцију за оне који су били повређени; али је у замену за ове услуге наредио Јеврејима да дају суме неопходне за сузбијање побуне.
Након успостављања мира Јевреји су протерани из многих градова који су се плашили њихове конкуренције; тако су из Острогона протерани 1712. на основу разлога да родни град Стефана Првомученика не сме да буде оскрнављен. Али Јевреји који су живели у земљи, на имањима својих земљопоседника, углавном су избегли протеривања.
Судбина Јевреја није побољшана за време владавине Леополдовог сина, Карла III (1711–1740). Карло је бавестио владу (28. јуна 1725) да намерава да смањи број Јевреја у својој земљи, а влада је након тога упутила изасланике у окрузима да доставе статистику о јеврејском становништву. Године 1726. краљ је одредио да се у аустријским покрајинама, од дана објављивања декрета, у свакој јеврејској породици може женити само један мушки члан. Овај декрет, ограничавајући природни прираштај Јевреја, материјално је утицао на јеврејске заједнице у Мађарској. Сви Јевреји у аустријским покрајинама који тамо нису могли да се венчају отишли су у Угарску да оснивају породице. Ови имигранти су се населили углавном у северозападним окрузима, у Њитри, Пресбургу (Братислава) и Тренчину.
Моравски Јевреји су наставили да живе у Угарској као моравски поданици; чак и они који су тамо одлазили ради венчања и насељавања обећавали су се пре одласка да ће плаћати исте порезе као и они који живе у Моравској. Године 1734. Јевреји из Тренчина су се тајном заклетвом обавезали да ће се у свим својим општинским пословима потчинити само јеврејском суду у Ухерском Броду. Временом су имигранти одбијали да плаћају порез аустријским покрајинама. Моравски Јевреји, који су страдали од тешке емиграције, тада су поднели жалбу; а Марија Терезија је наредила да се изруче сви јеврејски и хришћански поданици који су емигрирали после 1740. године, а да се они који су се иселили пре тог датума ослободе моравске верности.
Влада, међутим, није могла да спречи велику имиграцију; јер иако су строги закони израђени 1727. године, они нису могли бити спроведени због добре воље магната према Јеврејима. Жупаније или уопште нису одговориле, или су слале извештаје у којима се говори о милосрђу, а не о прогону.
У међувремену, краљ је настојао да ослободи рударске градове од Јевреја – посао који је Леополд I већ започео 1693. Јевреји су, међутим, наставили да се насељавају у близини ових градова; излагали су своју робу на вашарима; а уз дозволу суда подигли су чак и ливницу у Сагу (Сасинково). Када им је краљ Карло наредио да оду (март 1727), краљевски мандат је на неким местима био игнорисан; у другима су Јевреји извршавали наредбу тако споро да је краљ морао да понови свој едикт три месеца касније.

### Марија Терезија (1740–1780)
Године 1735. извршен је још један попис Јевреја у земљи у циљу смањења њиховог броја. У Мађарској је тада живео 11.621 Јевреј. Од ових Јевреја 35,31% се изјаснило као Мађари; остали су емигрирали. Од имиграната 38,35% је дошло из Моравске, 11,05% из Пољске и 3,07% из Бохемије. Највећа јеврејска заједница, која је бројала 770 лица, била је у Пресбургу (Братислава). Већина Јевреја се бавила трговином или индустријом; само мали број њих бавио се пољопривредом.
За време владавине краљице Марије Терезије (1740–1780), ћерке Карла III, Јевреји су протерани из Будима (1746), а мађарским Јеврејима је наметнут порез на толеранцију. Дана осим оних из округа Шатмар, окупили су се у Пресбургу и састали се са краљевском комисијом, која их је обавестила да ће бити протерани из земље ако не плате овај порез. Уплашени Јевреји су одмах пристали да то учине; а комисија је тада захтевала годишњи порез од 50.000 фиорина. Пошто је ова сума била превелика, протестовали су делегати; а иако је краљица одредила 30.000 фиорина као минимални порез, коначно су успели да направе компромис око плаћања од 20.000 фиорина годишње у периоду од осам година. Делегати су ову своту требало да поделе између округа; окрузи између заједница; и заједнице између појединачних чланова.
Краљица је потврдила овај договор комисије, осим клаузуле од осам година, мењајући период на три године, које је накнадно направила на пет. Споразум, који је тако ратификовала краљица, изнет је 26. новембра пред судове, који су били немоћни да Јевреје ослободе плаћања овог Malkegeld-а (краљичин новац), како су га они називали.
Јевреји, тако оптерећени новим порезима, сматрали су да је сазрело време за предузимање корака да уклоне своје опресивне дискриминације. Док су још били у Пресбургу, делегати су изнели своје притужбе мешовитој комисији која се звала delegata in puncto tolerantialis taxae et gravaminum Judeorum commissio mixta. Ове жалбе осликавале су невоље Јевреја тог времена. Нису смели да живе у Хрватској и Славонији, у Барањи и Хевешкој жупанији, или у неколико слободних краљевских градова и локалитета; нити би могли да посећују тамошње пијаце. У Штулвајсенбургу (Секешфехервар) морали су да плате државну таксу од 1 фиорина, 30 крајцера ако би ушли у град током дана, макар само на сат. Они су стога молили дозволу да се населе, или барем да посете сајмове, у Хрватској и Славонији и у оним местима из којих су били протерани услед љубоморе Грка и трговаца.
Јевреји су такође морали да плаћају већу путарину за мостове и трајекте од хришћана, у Трнави морали су да плате три пута већу суму, и то за возача, за возило, а за животињу исто; а у три села која припадају истом округу морали су да плаћају путарину, иако није било наплатне капије. Јевреји који су живели на имањима племића морали су да дају своје жене и децу као залог за заостале порезе. У Горњој Угарској су тражили да се укине порез на толеранцију који је наметнула комора округа Зипс, уз образложење да би иначе Јевреји који тамо живе морали да плате два таква пореза; а тражили су и да буду ослобођени сличног пореза који се плаћа Сабору. Коначно, тражили су да се јеврејским занатлијама дозволи да неометано обављају занате у својим домовима.
Комисија је те притужбе изложила краљици, назначујући начин на који се оне могу решити; а њихове сугестије је потом прихватила краљица и постале су закон. Краљица је ослободила Јевреје пореза на толеранцију само у Горњој Угарској. Што се тиче осталих притужби, наредила је да их Јевреји детаљно прецизирају, а да их влада отклони уколико су у њеној надлежности.
Једва да је порез на толеранцију био уведен када је Михаел Хирш поднео петицију влади да буде постављен за примаса мађарских Јевреја како би могао да реши тешкоће које би се могле појавити међу њима и да наплати порез. Влада није препоручила Хирша, али је одлучила да би, у случају да Јевреји одбију да плате, можда било препоручљиво да се именује примас који ће поправити ствар.
Пред истеком периода од пет година, делегати Јевреја поново су се састали са комисијом у Пресбургу (Братислава) и понудили да повећају износ свог пореза на 25.000 фиорина годишње ако краљица обећа да ће остати на тој суми током наредних десет година. Краљица је, међутим, имала друге планове; не само да је одбацила предлог Јевреја, већ им је наметнула строже прописе. Њихов порез од 20.000 фиорина повећан је на 30.000 фиорина 1760. године; на 50.000 1772. године; на 80.000 1778. године; и на 160.000 1813. године.

### Јозеф II (1780–1790)
Јозеф II (1780–1790), син и наследник Марије Терезије, показао је одмах по ступању на власт да намерава да ублажи мере против Јевреја, саопштивши ту намеру мађарском канцелару грофу Францу Естерхазију већ 13. маја 1781. године. Као последица тога, мађарска влада је издала (31. марта 1783.) декрет познат као Systematica gentis Judaicae regulatio, који је једним потезом избрисао уредбе које су вековима тлачиле Јевреје. Краљевски слободни градови, осим рударских, били су отворени за Јевреје, којима је било дозвољено да се слободно насељавају широм земље. Уредба је одређивала да се правни документи Јевреја више не састављају на хебрејском, или на јидишу, већ на латинском, немачком и мађарском, језицима који су се у то време користили у земљи и које су млади Јевреји морали да уче.
Документи писани на хебрејском или на јидишу нису били легални; хебрејске књиге требале су да се користе само на богослужењу; Јевреји су требали да организују основне школе; у синагогама је требало да се објаве цареве заповести, издате у интересу Јевреја; а рабини су требали да објасне народу спасоносно дејство ових декрета. Предмети који су се предавали у јеврејским школама требало је да буду исти као они који се предају у националним школама; у свим основним школама требало је да се користе исти уџбеници; а све што би могло да вређа религиозно осећање неконформиста требало је изоставити.
У раним годинама хришћански учитељи требало је да буду запослени у јеврејским школама, али они нису смели да имају никакве везе са верским пословима таквих установа. Након десет година, Јевреј је могао да оснује бизнис или да се бави трговином, само ако је могао да докаже да је похађао школу. Уобичајени школски инспектори су требали да надгледају јеврејске школе и да извештавају влади. Јевреји је требало да створе фонд за организовање и одржавање својих школа. Јеврејска омладина је могла да уђе у академије и да студира било који предмет на универзитетима осим теологије. Јевреји су могли да изнајмљују пољопривредно земљиште само ако су могли да га обрађују без помоћи хришћана.
Јеврејима је било дозвољено да тргују и да се баве разним индустријским занимањима, као и да буду примљени у цехове. Такође им је било дозвољено да гравирају печате, и да продају барут и шалитру; али је њихово искључење из рударских градова остало на снази. Хришћанским мајсторима је било дозвољено да имају јеврејске шегрте. Требало је укинути све карактеристичне ознаке које су Јевреји до сада носили, а могли су чак и да носе мачеве. С друге стране, од њих се захтевало да одбаце карактеристичне ознаке које прописује њихова вера и да обријају браду. Цар Јозефф је тако озбиљно схватио овај указ да није дозволио да га нико прекрши.
Јевреји су у петицији од 22. априла 1783. изразили захвалност цару за његове услуге и, подсећајући га на његово начело да се вера не треба мешати, затражили су дозволу да носе браду. Цар је услишио молитву молилаца, али је поново потврдио остале делове указа (24. априла 1783). Јевреји су организовали школе на разним местима, у Пресбургу (Братислава), Старом Будиму, Новом Месту на Ваху, и Орадеји. Цар је издао указ (23. јула 1787) да сваки Јевреј изабере немачко презиме; и још један едикт (1789) наложио је, на запрепашћење Јевреја, да од сада служе војни рок.
Након смрти Јозефа II слободни краљевски градови показали су веома непријатељски став према Јеврејима. Пештани су поднели молбу општинском већу да се после 1. маја 1790. године Јеврејима више не дозволи да живе у граду. Влада се умешала; а Јеврејима је било само забрањено да се баве трговином у граду. Седам дана раније је у Трнави издат декрет о протеривању, а 1. мај је одређен као датум одласка Јевреја. Јевреји су се обратили влади; а следећег децембра градске власти у Трнави су обавештене да је скупштина потврдила прва права Јевреја, и да они не могу бити протерани.

## Толеранција и угњетавање (1790–1847)
Угарски Јевреји предали су 29. новембра 1790. у Бечу краљу Leopold II (1790–1792) петицију, у којој су смело износили своје претензије на равноправност са осталим грађанима. Он ју је следећег дана послао канцеларијама Мађарске и Моравске на разматрање. Питање је постављено пред сабором 2. децембра, а скупштина је израдила нацрт закона који показује да намерава да заштити Јевреје. Ова одлука је изазвала констернацију међу јеврејским непријатељима. У Трнави је упутио даљи меморандум поседима (4. децембра) у коме је захтевао да сабор заштити градске привилегије. Сабор је одлучио у корист Јевреја, а његова одлука је изнета пред краља.
Јевреји, са сигурношћу очекујући краљеву одлуку у њихову корист, приредили су сјајну прославу 15. новембра 1790. године, на дан његовог крунисања; 10. јануара 1791. краљ је одобрио предлог закона; а следећи закон, састављен у складу са краљевском одлуком, прочитао је судија Стефан Ацел на седници од 5. фебруара:
Да би се стање Јевреја могло регулисати до времена које може да прође док се њихови послови и привилегије разних краљевских слободних градова који се односе на њих не буду одређене од стране комисије која ће известити на следећој скупштини, када ће Његово Величанство одлучивати о стању Јевреја, скупштина је одредила, уз одобрење Његовог Величанства, да ће Јевреји у границама Угарске и државама које јој припадају, у свим краљевским слободним градовима и на другим местима (осим краљевских рударских градова), остати под истим условима у којима су били 1. јануара 1790; а у случају да су било где протерани, биће опозвани.
Тако је ступио на снагу чувени закон под називом De Judaeis, који чини тридесет осми члан закона сабора из 1790–1791. Јевреји су са захвалношћу примили закон De Judaeis јер им је то не само пружило заштиту, већ им је дало и сигурност да ће њихови послови ускоро бити регулисани. Ипак, иако је Сабор 7. фебруара 1791. именовао комисију за проучавање овог питања, побољшање положаја мађарских Јевреја је постигнуто тек пола века касније, под Фердинандом V (владао 1835–1848), током седница сабора 1839–1840. Процењује се да је јеврејско становништво у Мађарској порасло за око 80% између 1815. и 1840. године, подстакнуто имиграцијом због перцепције краљевске толеранције.
Као последица петиције пештанских Јевреја, чији је покретач био Филип Јакобовић, управник јеврејске болнице, генерална скупштина пештанског округа је 10. јуна 1839. саставила упутство за делегате да ако Јевреји би били вољни да усвоје мађарски језик требало би им дати једнака права са осталим мађарским грађанима. Од тада се много пажње поклањало учењу мађарског језика у школама; Мориц Блох (Балаги) је превео Тору на мађарски, а Мориц Розентал Псалме и Pirkei Avoth. Разне заједнице оснивале су мађарске читалачке кругове; а мађарска ношња и језик су се све више усвајали. Многе заједнице су почеле да користе мађарски на својим печатима и у својим документима, а неки либерални рабини су чак почели да проповедају на том језику.
На седницама сабора после 1839–1840, као и у разним градовима, испољавала се одлучна антипатија — понекад активна, а понекад само пасивна — према Јеврејима. У оштрој супротности са овим ставом био је став барона Јожефа Етвоша, који је 1840. године у Budapesti Szemle, најистакнутијој мађарској ревији, објавио снажан позив за еманципацију Јевреја. Ова ствар је такође пронашла пријатеља у грофу Чарлсу Зају, главном црквеном инспектору мађарских лутерана, који је топло заступао јеврејске интересе 1846.
Иако је седница сабора сазвана 7. новембра 1847. била неповољна за Јевреје, они су не само наставили да негују мађарски језик, већ су били спремни да жртвују своје животе и имовину у часу опасности. За време револуције 1848—1849. испољили су свој патриотизам, иако су на почетку устанка били нападнути од стране становништва на неколико места. Дана 19. марта становништво Пресбурга (Братислава), подстакнуто антипатијама грађана — које је изазвала чињеница да су Јевреји, напуштајући свој гето око замка Пресбург (замак Братислава), започели непријатељства која су настављена након неколико дана, а још жешће су обновљена у априлу.
У то време захтевано је протеривање Јевреја из Шопрона, Печуја, Секешфехервара и Сомбатхеља, у последња два града спроведени су погроми. У Сомбатхељу је руља кренула на синагогу, исекла свитке Торе, и бацила их у бунар. Нису побегли ни Јевреји из Пеште, док су они у Новом Месту на Ваху посебно страдали од бруталности руље. Огорчене речи на рачун Јевреја чуле су се и на сабору. Неки Јевреји су саветовали емиграцију у Америку као начин за бекство; а у ту сврху основано је друштво у Пешти са огранком у Пресбургу. Неколицина је напустила Мађарску, тражећи нови дом преко мора, али је већина остала.

## Револуција и еманципација (1848–1849)

### Јевреји и Мађарска револуција
Јевреји су ушли у народну гарду већ у марту 1848.; иако су били искључени из појединих градова, поново су ушли чим је опасност по земљу била већа од мржње грађана. У Пешти је јеврејска национална гарда формирала посебну дивизију. Када је национална гарда из Папе мобилисана против Хрвата, Леополд Лев, рабин из Папе, придружио се мађарским редовима, инспиришући своје пратиоце својим речима охрабрења. Јевреји су се такође налазили у добровољачком корпусу, међу хонведима и ландштурмима; и чинили су једну трећину пештанске добровољачке дивизије која је кренула Дравом на Хрвате, благословљена од рабина Шваба 22. јуна 1848.
Многи Јевреји широм земље придружили су се војсци да се боре за своју отаџбину; међу њима, Адолф Хубш, касније рабин у Њујорку; Соломон Маркус Шилер-Шинеси, касније предавач на Кембриџу; и Игњац Ајнхорн, који је, под именом Едуард Хорн, касније постао државни секретар мађарског министарства трговине. Ајнхорн је проценио број јеврејских војника који су учествовали у мађарској револуцији на 20.000; али ово је највероватније преувеличано, пошто Бела Бернштајн у свом делу поименце набраја само 755 бораца, Az 1848-49-iki Magyar Szabadságharcz és a Zsidók (Будимпешта, 1898).
Мађарски Јевреји су служили својој земљи не само мачем, већ и средствима. Заједнице и појединци, Чевра Кадиша, и друга јеврејска друштва, поклањали су сребро и злато, оклоп и намирнице, одевали и хранили војнике, и снабдевали медицинске потрепштине мађарским логорима. У међувремену, нису заборавили да предузму кораке да остваре своја права грађана. Када је распуштена скупштина 1847–1848 (у којој су, по старом закону, могли учествовати само племићи и они који имају племићка права) (11. априла), и нови Сабор – на коме су се по новим законима појавили и делегати које је бирала народна власт – сазван је у Пешти (2. јула 1848), Јевреји су се са надом радовали бирању новог тела.

### Кратка еманципација и последице, 1849
Многи Јевреји су мислили да ће радикалном реформом свог верског живота утрти пут за еманципацију. Мислили су да би им ово могло олакшати пут, пошто су законодавци у Дијетима и чланцима штампаним у штампи сугерисали да Јевреји не би требало да добију једнака грађанска права док не реформишу своје верске праксе. Ова реформа је први пут захтевана на заседању 1839–1840. Од ове седнице па надаље, штампа и генералне скупштине су се залагале за верску реформу. Неколико округа је наложило својим представницима да не гласају за еманципацију Јевреја све док они не одустану од јавног практиковања своје религије.
У циљу подстицања еманципације Јевреја, сви Јевреји Угарске послали су делегате на конференцију у Пешту 5. јула 1848. Изабрала је комисију од десет чланова да лобира код Дијета за еманципацију. Делегати комисије добили су инструкције да не чине никакве уступке у вези са исповедањем јеврејске вере. Комисија је убрзо потом упутила петицију Скупштини за еманципацију, али се она показала неефикасном.
Народна скупштина у Сегедину одобрила је еманципацију Јевреја у суботу, уочи Тиша беава (28. јула 1849). Предлог закона, о коме се брзо расправљало и који је одмах постао закон, испунио је наде Реформске странке. Јевреји су добили пуно држављанство. Министарству унутрашњих послова је наређено да сазове конгрес јеврејских свештеника и лаика ради израде исповедања вере и навођења Јевреја да свој верски живот организују у складу са захтевима времена на пример, радно време суботом, јеврејском суботом. Предлог закона је укључивао клаузулу која се односи на бракове између Јевреја и хришћана, за коју су се залагали и Лајош Кошут и Реформска странка.
Грађанска слобода Јевреја трајала је само две недеље. После предаје мађарске војске код Вилагоша руским трупама, које су притекле у помоћ Аустријанцима у сузбијању мађарске борбе за слободу, Јевреји су од нове власти оштро кажњени због учешћа у устанку. Фелдмаршал Јулијус фон Хајнау, нови гувернер Мађарске, наметнуо им је велике ратне порезе, посебно општинама Пеште и Старог Будима, које је Алфред Виндишгрец, главнокомандујући аустријске војске, већ био високо опорезовао својим тријумфалним уласком у мађарску престоницу почетком 1849. Хајнау је казнио јеврејске заједнице Кешкемета, Нађкереша, Цегледа, Албертиршаа, Сегедина и Суботице. Бројни Јевреји су затворени и погубљени; други су потражили уточиште у емиграцији.
Неколико заједница поднело је петицију за ослобађање од ратних пореза. Министарство рата је, међутим, повећало терет, захтевајући да општине Пешта, Стари Будим, Кечкемет, Цеглед, Нађкереш и Албертирша плаћају овај порез не у натури, већ у новцу у износу од 2.300.000 фиорина. Пошто заједнице нису биле у могућности да прикупе такав новац, поднеле су петицију влади да их дозначи. Јеврејским заједницама целе земље наређено је да учествују у прикупљању суме, уз образложење да је већина Јевреја у Мађарској подржавала револуцију. Само заједнице Темешвар (данашњи Темишвар, Румунија) и Пресбург (данашња Братислава, Словачка) биле су изузете од ове наредбе, пошто су остале лојалне постојећој аустријској влади. Војна комисија је пореским захтевима додала клаузулу да појединци или заједнице могу бити изузети од казне, ако документима или сведоцима, пре именовања комисије, докажу да нису учествовали у Револуцији, било речју или делом, морално или материјално. Јевреји су одбили ово средство чишћења. Они су се изјаснили да су вољни да откупе порез прикупљањем одређене суме за национални школски фонд. Цар Франц Јозеф је отпустио ратни порез (20. септембра 1850), али је наредио да мађарски Јевреји без разлике доприносе јеврејском школском фонду са 1.000.000 фиорина годишње.

## Борбе за другу еманципацију (1859–1867)
Док је кућа Хабзбурга контролисала Мађарску, еманципација Јевреја је одложена. Када су аустријске трупе поражене у Италији 1859. године, активисти су тражили слободу. Те године је кабинет, са царем Францом Јозефом на челу, одредио да се статус Јевреја регулише у складу са временом, али уз дужно поштовање услова који постоје у неколико места и покрајина. Када је цар сазвао Сабор 2. априла 1861. године, Јевреји су се залагали за еманципацију, али их је рано распуштање тог тела спречило да предузму нешто по том питању.
Деценија апсолутизма у Мађарској (1849–1859) довела је до тога да су Јевреји основали школе, од којих је већина била задужена за обучавање учитеља. На основу јеврејског школског фонда, влада је организовала узорне школе у Шатораљаујхељу, Темешвару (Темишвар), Печују и Пешти. У Пешти је 1859. основана Израелска државна учитељска богословија, чији су директори били Абрахам Ледерер, Хајнрих Дојч и Јожеф Баноци.
Када се 1861. распустио парламент, еманципација Јевреја је одложена до крунисања Франца Јозефа. Дана 22. децембра 1867. питање је дошло пред доњи дом, а на повољан извештај Калмана Тисе и Жигмонда Берната усвојен је предлог закона у корист еманципације. Већ следећег дана усвојио га је горњи дом. Иако је Антисемитска партија била заступљена у парламенту, политичка елита земље је није схватила озбиљно. Њена агитација против Јевреја није била успешна.
У Будимпешти је 4. октобра 1877. године отворен Будимпештански универзитет за јеврејске студије. Универзитет и даље ради, славио је 130. годишњицу 4. октобра 2007. Од свог отварања, био је једини јеврејски институт у целој средњој и источној Европи.
У мађарском попису из 1890. године, 64,0% јеврејског становништва користило је мађарски као матерњи језик, 33,1% немачки 1,9% словачки, 0,8% румунски и 0,2% русински.

## Аустроугарска (1867–1918)

### Породична презимена
Већина Јевреја није користила презимена до 1783. године. Нека презимена која су забележена за јеврејске породице су:
- 1050.: Јасконти
- 1263.: Фаркаш
- 1350.: Хошсу
- 16. век: Чех, Јакаб, Газдаг, Фекете, Нађ, Киш
- 1780.: Барањ, Чонка, Хорпач, Јонап, Кохањи, Косут, Костолањи, Ленђел, Леринц, Лукач, Сарваш, Сабо, Варга.

Цар Јозеф II је веровао да германизација може олакшати централизацију његовог царства. Почевши од 1783. године, наредио је Јеврејима да сами изаберу или да им локални комитети дају немачка презимена. Акције су зависиле од локалних услова.
Са успоном мађарског национализма, први талас мађаризације породичних имена догодио се између 1840. и 1849. Након мађарске револуције, овај процес је заустављен до 1867. Након аустроугарске нагодбе, многи Јевреји су променили своја презимена из немачких у мађарска.
Током Другог светског рата 1942. године, када је Мађарска постала савезник Немачке, мађарско министарство одбране је добило задатак да очисти расу од Јевреја. Њени званичници су се жалили да ниједно мађарско или немачко име није сигурно, јер Јевреји могу имати било које име. Сматрали су да су словенска имена сигурнија, али је у декрету наведено 58 имена која звуче словенски а која редовно користе Јевреји.

### Статистика становништва

#### Пописи 1890., 1900. и 1910.
|                                                                                       | 1890       | 1900       | 1910       |
| ------------------------------------------------------------------------------------- | ---------- | ---------- | ---------- |
| Укупно становништво Мађарске, без Хрватске                                            | 15,162,988 | 16,838,255 | 18,264,533 |
| Емиграција у САД у претходној деценији, '00–'09                                       | 164,119    | 261,444    | 1,162,271  |
| Јеврејско становништво, без Хрватске                                                  | 707,961    | 831,162    | 911,227    |
| Повећање укупног становништва у претходној деценији                                   | 10.28%     | 11.05%     | 8.47%      |
| (Емиграција у САД у претходној деценији, '00–'09) / становништво на претходном попису | 1.19%      | 1.72%      | 6.90%      |
| Повећање јеврејске популације у претходној деценији                                   | 13.31%     | 17.40%     | 9.62%      |
| Јевреји/Укупно                                                                        | 4.67%      | 4.94%      | 4.99%      |

Скоро четвртина (22,35%) мађарских Јевреја живела је у Будимпешти 1910. године. Неке од преживелих великих синагога у Будимпешти укључују следеће:
- Унутрашњост синагоге у улици Дохањ
- Синагога у улици Хегедус Ђула
- Синагога у улици Румбач
- Синагога у улици Вашвари Пала
- Синагога у улици Казинци

#### Попис 1910. године
Према попису из 1910. године, број Јевреја је био 911.227, или 4,99% од 18.264.533 становника Мађарске (Поред тога, у аутономној Хрватској-Славонији било је 21.231 Јевреја). Ово је било повећање од 28,7% у апсолутном износу од пописа из 1890. године, и повећање од 0,3% (са 4,7%) укупног становништва Мађарске. У то време, јеврејска стопа природног прираштаја била је већа од хришћанске (иако се разлика смањивала), али и стопа емиграције, углавном у Сједињене Државе. (Укупна емиграција из Аустро-Угарске у САД у периоду 1881–1912. износила је 3.688.000 људи, укључујући 324.000 Јевреја (8,78%). У периоду 1880–1913, укупно је 2.019.000 људи емигрирало у САД. Тако се из Мађарске иселило из Мађарске 177.000 Јевреја емигрирало је из Мађарске у САД током овог укупног периода.)
Нето губитак за јудаизам због обраћења био је релативно низак пре краја Великог рата: 240 људи годишње између 1896. и 1900., 404 између 1901. и 1910. и 435 људи годишње између 1911. и 1917. Према евиденцији, 10.530 људи напустило јудаизам, а 2.244 прешло у јудаизам између 1896. и 1917.
Већина (75,7%) јеврејске популације навела је мађарски као свој примарни језик, па су у попису урачунати као етнички Мађари. Говорници јидиша рачунали су се као етнички Немци. Према овој класификацији, 6,94% етничких Мађара и 11,63% Немаца у Мађарској били су Јевреји. Укупни број Јевреја који је говорио мађарски чинили су већину од 54,45% у Мађарској. Говорници немачког (укључујући и оне који су говорили јидиш) чинили су 10,42% становништва.
Становништво главног града Будимпеште је било 23% јеврејско (отприлике исти однос као у Њујорку). Ова заједница је основала бројне верске и образовне установе. Пешта је била више јеврејска него Будим. Просперитет, културни и финансијски значај велике јеврејске заједнице у Будимпешти сведочи о њеној успешној интеграцији. Заиста, коментатори су 1911. изнели мишљење да је Мађарска апсорбовала своје Јевреје и дошло је до тога да у Будимпешти нема антисемитизма, иако је хебрејски елемент пропорционално много већи (21% у поређењу са 9%) у Бечу, Меки Јевреја У то време Карл Лугер, градоначелник Беча, називао је престоницу Јудапешта, алудирајући на висок удео Јевреја. Будимпешта је имала трећу највећу јеврејску популацију међу светским градовима, после Њујорка и Варшаве.
Јевреји у Мађарској су дуго били спречени да поседују земљу, што је довело до тога да су многи започели послове у другим делатностима. Године 1910. 60,96% трговаца, 58,11% штампара књига, 41,75% гостионичара, 24,42% пекара, 24,07% месара, 21,04% кројача и 8,90% обућара у Мађарској били су Јевреји. 48,5% лекара у земљи (2701 од 5565) били су Јевреји. У периоду 1893–1913, Јевреји су чинили отприлике 20% ученика гимназије (где су били наглашени класични предмети), и 37% ученика реалних гимназија (где су били наглашени практични предмети).
Снажне класне поделе Мађарске биле су заступљене у јеврејском становништву. Око 3,1% Јевреја припадало је класи великих послодаваца и пољопривредних земљопоседника са више од 100 поседа, односно 57 хектара 3,2% класи малих (<100 поседа) земљопоседника, 34.4% радних, односно класа запослених који примају плату, док је 59,3% припадало самозапосленима или средњој класи.
Стивен Рот пише, Мађарски Јевреји су се противили ционизму јер су се надали да ће на неки начин постићи једнакост са другим мађарским грађанима, не само по закону већ и у ствари, и да би могли да буду интегрисани у земљу као мађарски Израелци. Реч 'Израелци' (мађ. Izraelita) означавала је само верску припадност и била је ослобођена етничких или националних конотација које се обично везују за израз 'Јевреј'. Мађарски Јевреји су постигли изузетна достигнућа у послу, култури, а ређе чак и у политици. До 1910. око 900.000 религиозних Јевреја чинили су око 5% становништва Мађарске и око 23% грађана Будимпеште. Јевреји су чинили 54% власника комерцијалних предузећа, 85% директора и власника финансијских институција у банкарству и 62% свих запослених у трговини, 20% свих ученика опште гимназије, и 37% свих ученика комерцијалних научних гимназија, 31,9% свих студената машинства и 34,1% свих студената у људском образу Ултиес универзитета. Религиозни Јевреји су чинили 48,5% свих лекара, и 49,4% свих адвоката/правника у Мађарској. Током кабинета пм. Иштвана Тисе три Јевреја су постављена за министре. Први је био Саму Хазаи (министар рата), Јанош Харкањи (министар трговине) и Јанош Телески (министар финансија).
Док је јеврејско становништво у земљама Двојне монархије било око пет процената, Јевреји су чинили скоро осамнаест процената резервног официрског корпуса. Захваљујући модерности устава и благонаклоности цара Франца Јозефа, аустријски Јевреји су почели да сматрају еру Аустроугарске златном ером своје историје.
Постојала је и верска подела, са три деноминације. Будимпешта, југ и запад имали су неолошку већину (повезано са модерним америчким конзервативним и реформским јудаизмом- кипа и оргуље су коришћени у верском богослужењу у синагогама). Традиционалисти (Status quo ante) су били најмања група, концентрисани углавном на северу. Исток и север земље били су претежно православни (више православни него status quo ante). Уопштено говорећи, Јевреји чији су преци дошли из Моравске у 18. веку имали су тенденцију да постану неолози приликом расцепа 1869. године; они чији су преци били из Галиције већином су постали су као православни.
У апсолутним бројевима, Будимпешта је имала далеко највећи број Јевреја (203.000), затим Нађварад (Велики Варадин) са 15.000, Ујпешт и Мишколц са по око 10.000, Сигету Мармациеј, Мукачево, Братислава, Дебрецин са по 8.000, Клуж-Напока, Сату Маре, Темишвар, Кошице са по око 7.000.

## Међуратни период (1918–1939)

### Популација
Користећи податке пописа из 1910. године, 51,7% мађарских Јевреја живело је на територијама које су остале унутар мале Мађарске после 1921, 25,5% (232.000) живело је на територијама које су касније ушле у састав Чехословачке, 19,5% (178) Румунија, 2,6% (23.000) је ушло у састав Југославије, 0,5% (5.000) је ушло у састав Аустрије и коначно 0,2% (2.000) је живело у Фиуму, који је постао део Италије након 1924. године. Према пописима из 1930–1931, 238.460/192.833/око 22.000 Јевреја живело је у деловима Чехословачке/Румуније/Југославије који су раније припадали Мађарској, што значи да је укупан број људи који се изјашњавају као Јевреји остао непромењен у карпатском басену између 1910. и 1930 [смањење од 26.000 у Мађарској након Првог светског рата, повећање од 6.000 у Чехословачкој и повећање од 15.000 у Румунији].
Према попису становништва из децембра 1920. године у малој Мађарској, проценат Јевреја је порастао у претходној деценији у Шатораљаујхељу (to 30.4%), Будимпешти (23.2%), Ујпешту (20.0%), Њиређхази (11.7%), Дебрецину (9.9%), Печују (9.0%), Шопрону (7.5%), Макоу (6.4%), Ракошпалоти (6.1%), Кишпешту (5.6%) и Бекешчаби (to 5.6%), док је смањен у осталих 27 градова са више од 20 хиљада становника. Све у свему, 31,1% јеврејске популације живело је у селима и градовима са мање од 20 хиљада становника.
Године 1920. 46,3% лекара, 41,2% ветеринара, 21,4% фармацеута Мађарске били су Јевреји, као и 34,3% новинара, 24,5% извођача музике, 22,7% позоришних глумаца, 16,8%. % сликара и вајара. Међу власницима земље са више од 1000 поседа, односно 570 хектара, 19,6% су били Јевреји. Од 2.739 фабрика у Мађарској, 40,5% је имало власника Јевреја.
Следећа табела приказује број људи који су се изјаснили да су Израелци (Јевреји) на пописима унутар територије Мађарске након Првог светског рата. Између 1920. и 1945. било је незаконито да Мађари не изјасне своју веру. Вероисповест је била уписана у изводу из матичне књиге рођених, венчаној дозволи (осим 1919. године, током краткотрајне Комуне, види Мађарска Совјетска Република), па чак и на дечјим школским извештајима.
| Попис           | 31. децембар 1910. (унутар граница 1937.) | 31. децембра 1920 | 31. децембра 1930 | 31. јануара 1941. (унутар граница 1937) | 1949    | 2001   | 2011   |
| --------------- | ----------------------------------------- | ----------------- | ----------------- | --------------------------------------- | ------- | ------ | ------ |
| "Израелци"      | 471,355                                   | 473,310           | 444,567           | 400,981                                 | 133,861 | 12,871 | 10,965 |
| укупни проценат | 6.19%                                     | 5.93%             | 5.12%             | 4.30%                                   | 1.45%   | 0.13%  | 0.11%  |

Нето губитак за јудаизам због званичних конверзија био је 26.652 људи између 1919. и 1938. године, док је 4.288 људи прешло у веру, а 30.940 је напустило веру. Крајње тачке овог периода, 1919–1920 (бели терор) и 1938 (анти-јеврејски закон) допринеле су више од половине овог губитка; између 1921. и 1930. године, нето губитак је био око предратног нивоа (260 људи годишње):
|                    | 1896–1900 (границе пре Првог светског рата) | 1901–1910 (границе пре Првог светског рата) | 1911–1917 (границе пре Првог светског рата) | 1919–1920 | 1921–1930 | 1931–1937 | 1938  |
| ------------------ | ------------------------------------------- | ------------------------------------------- | ------------------------------------------- | --------- | --------- | --------- | ----- |
| Укупно година      | 5                                           | 10                                          | 7                                           | 2         | 10        | 7         | 1     |
| Прешли из јудаизма | 1,681                                       | 5,033                                       | 3,816                                       | 9,103     | 5,315     | 7,936     | 8,586 |
| Прешли у јудаизам  | 481                                         | 994                                         | 769                                         | 316       | 2,718     | 1,156     | 98    |

| Становништво Будимпеште | 1851           | 1869           | 1880           | 1890            | 1900            | 1910            | 1920            | 1930            | 1941            | 1949          | 2001         | 2011         |
| ----------------------- | -------------- | -------------- | -------------- | --------------- | --------------- | --------------- | --------------- | --------------- | --------------- | ------------- | ------------ | ------------ |
| Укупно                  | 178,062        | 270,476        | 355,682        | 486,671         | 703,448         | 880,371         | 928,996         | 1,006,184       | 1,164,963       | 1,057,912     | 1,777,921    | 1,729,040    |
| Јевреји                 | 26,887 (15.1%) | 44,890 (16.6%) | 70,227 (19.7%) | 102,377 (21.0%) | 166,198 (23.6%) | 203,687 (23.1%) | 215,512 (23.2%) | 204,371 (20.3%) | 184,453 (15.8%) | 96,537 (9.1%) | 9,468 (0.5%) | 7,925 (0.5%) |

Године 1926. Будимски окрузи I, II, били су јеврејски 8%, 11%, 10% респективно. 19.000 Будимских Јевреја чинило је око 9,3% како укупне популације Будима, тако и целокупне јеврејске популације Будимпеште. На левој (Пештанској) страни Дунава, центар Пеште (тада IV округ) био је 18% јеврејски. Окрузи V (31%), VI (28%), VII (36%), VIII (22%), IX (13%) имали су велику јеврејску популацију, док је округ X имао 6%. Четири неолошке заједнице у Будимпешти (I-II, III, IV-IX, X) имале су укупно 66.300 чланова који су плаћали чланарину, док је православна заједница имала око 7.000 чланова који су плаћали верски порез.
У мађарским селима после Првог светског рата, православни су имали незнатну предност (око 49%) у односу на неологе (46%). У Будимпешти заједно са селима, 65,72% од 444.567 Јевреја припадало је неолошким заједницама, 5,03% Status quo ante, док су 29,25% били православци 1930. године. Јеврејске заједнице су претрпеле пад од 5,6% у периоду 1910–1930. мале Мађарске, због емиграције и конверзије.
Мађарски Јевреји су били прилично добро интегрисани у мађарско друштво у време Првог светског рада. Класна разлика била је веома значајна у Мађарској уопште, а посебно међу јеврејским становништвом. Богати банкари, власници фабрика, занатлије ниже средње класе и сиромашни фабрички радници нису се мешали. Године 1926. у Будимпешти је живела 50.761 јеврејска породица. Од тог броја 65% је живело у једнособним или двособним становима, 30% је имало три или четири собе, док је 5% живело у становима са више од 4 собе.
| # домаћинстава     | максимално 1 соба | 2 собе | 3 собе | 4 собе | 5 соба | минимум 6 соба |
| ------------------ | ----------------- | ------ | ------ | ------ | ------ | -------------- |
| Јевреји= 50,761    | 25.4%             | 39.6%  | 21.2%  | 9.2%   | 3.1%   | 1.5%           |
| хришћани = 159,113 | 63.3%             | 22.1%  | 8.4%   | 3.8%   | 1.4%   | 1.0%           |

Образовање. Следећи графикон илуструје ефекат закона Numerus clausus из 1920. године на проценат јеврејских студената на два универзитета у Будимпешти.
| Јеврејски студенти                               | 1913. | 1925. пролеће |
| ------------------------------------------------ | ----- | ------------- |
| Универзитет наука у Будимпешти                   | 34.1% | 7.7%          |
| Универзитет технологије и економије у Будимпешти | 31.9% | 8.8%          |

Они који су могли да приуште отишли су да студирају у друге европске земље попут Аустрије, Немачке, Италије и Чехословачке. 1930. од свих мушкараца од шест и више година,
| Школовање            | >= 8 година | >= 12 година | факултетска диплома |
| Општа популација     | 10.8%       | 5.8%         | 2.1%                |
| Јевреји на селу      | 36.6%       | 17.0%        | 5.0%                |
| Јевреји у Будимпешти | 56.5%       | 31.7%        | 8.1%                |

Седам од тринаест добитника Нобелове награде рођених у Мађарској су Јевреји. У спорту, 55,6% појединачних освајача златних медаља Мађарске на Летњим олимпијским играма између 1896. и 1912. били су Јевреји. Овај број је пао на 17,6% у међуратном периоду 1924–1936.
| Период                              | 1896–1912     | 1924–1936     | 1948–1956    | 1960–1972 | 1976–1992 (без 1984) | 1996–2008    |
| ----------------------------------- | ------------- | ------------- | ------------ | --------- | -------------------- | ------------ |
| # на Олимпијади                     | 5             | 4             | 3            | 4         | 4                    | 4            |
| Укупно злата                        | 442           | 482           | 440          | 684       | 903                  | 1172         |
| Мађарска злата                      | 11            | 22            | 35           | 32        | 33                   | 26           |
| Мађарски/тотални свет               | 2.49%         | 4.56%         | 7.95%        | 4.68%     | 3.65%                | 2.22%        |
| Мађарско појединачно злато          | 9             | 17            | 26           | 22        | 27                   | 16           |
| Мађарски јеврејски појединци        | 5             | 3             | 6            | 4         | 0                    | 0            |
| Јевреји/укупни појединачни Мађари   | 55.56%        | 17.65%        | 23.08%       | 18.18%    | 0%                   | 0%           |
| у златним екипама                   | 57.14% = 8/14 | 28.21%= 11/39 |              |           |                      |              |
| Удео Јевреја у укупном становништву | 4.99% (1910)  | 5.12% (1930)  | 1.45% (1949) |           |                      | 0.13% (2001) |

## Револуција
Више од 10.000 Јевреја је погинуло, а хиљаде је рањено и онеспособљено борећи се за Мађарску у Првом светском рату. Али ове жртве патриотских мађарских Јевреја су можда биле надјачане хаотичним догађајима након завршетка рата.
Поразом и распадом Аустроугарске, савезници су присилили Мађарску да се придржава Тријанонског споразума, којим су суседне државе уступиле две трећине мађарске царске територије и две трећине њеног становништва, укључујући и трећина њених етнички Мађара и много Јевреја. Ови губици су изазвали дубок гнев и непријатељство код преосталог мађарског становништва.
Прву послератну владу предводио је Михаљ Карољи, и била је то први модерни покушај либерално-демократске владе у Мађарској. Али то је прерасло у комунистичку револуцију, што је имало озбиљне импликације на начин на који су њихови сународници гледали на мађарске Јевреје.
У марту 1919. године, комунистички и социјалдемократски чланови коалиционе владе збацили су Карољија; убрзо након тога (21. марта), комунисти су требали да преузму власт пошто њихове колеге социјалдемократе нису биле спремне ни да прихвате, нити да одбију Vix Note да уступе значајан део Великих равница Румунији, а комунисти су преузели контролу над институцијама власти у Мађарској. Иако је у почетку била популарна међу будимпештанском прогресивном елитом и пролетаријатом, такозвана Мађарска Совјетска Република је лоше прошла у скоро свим својим циљевима, посебно у настојањима да поврати територије које су окупирале Словачка (иако је овде постигла неки транзициони успех) и Румунија. Сви мање пријатни ексцеси комунистичких устанака били су евидентни током ових месеци, посебно формирање одреда бруталне омладине која је практиковала оно што су назвали "револуционарним терором" да би застрашили и потиснули дисидентске ставове. Све вође револуције, осим Шандора Гарбаија, укључујући Белу Куна, Тибора Самуеља и Јена Ландлера – били су јеврејског порекла. Као и у другим земљама у којима се на комунизам гледало као на непосредну претњу, присуство етничких Јевреја на позицијама револуционарног руководства помогло је да се подстакне идеја јеврејско-бољшевичке завере.
Кунов режим је сломљен после четири и по месеца када је румунска војска ушла у Будимпешту; убрзо су је пратиле реакционарне снаге под командом бившег аустроугарског адмирала, Миклоша Хортија. Патње које су претрпеле током кратке револуције и њихова експлоатација од стране ултранационалистичких покрета, допринеле су стварању снажнијих сумњи међу не-националистичким покретима. Јевреји Мађари, и потпомогнути већ постојећим антисемитским ставовима.
Почевши од јула 1919. године, официри Хортијеве националне армије су се укључили у брутални низ контра-одмазди против мађарских комуниста и њихових савезника, стварних или измишљених. Ова серија погрома усмерених на Јевреје, напредњаке, сељаке и друге је позната као Бели терор. Хортијева лична улога у овим репресалијама је још увек предмет дебате (у својим мемоарима је написао да је само гвоздена метла могла да очисти земљу). Пребројавање броја жртава различитих терористичких кампања у овом периоду још увек је предмет политичког спора али се генерално сматра да је бели терор однео много више живота од репресије Куновог режима.

## Међуратне године
У првих неколико деценија 20. века мађарски Јевреји су чинили отприлике 5 процената становништва. Ова мањина је успела да постигне велики комерцијални успех, а Јевреји су били несразмерно заступљени у професијама у односу на њихов укупни број. Године 1921. у Будимпешти, 88% чланова берзе и 91% брокера били су Јевреји. У међуратној Мађарској, више од половине, а можда и чак 90 одсто мађарске индустрије било је у власништву или под руководством неколико блиско повезаних јеврејских банкарских породица.
Јевреји су представљали једну четвртину свих студената универзитета и 43 одсто на Технолошком универзитету у Будимпешти. Године 1920. 60 одсто мађарских лекара, 51 одсто адвоката, 39 одсто свих приватно запослених инжењера и хемичара, 34 одсто уредника и новинара и 29 одсто музичара изјаснило се као Јевреји по вери.
Огорчење због овог јеврејског тренда успеха било је широко распрострањено: сам адмирал Хорти је изјавио да је антисемиста, и написао је у писму једном од својих премијера: Сматрам неподношљивим да се овде у Мађарској све, свака фабрика, банка, богатство, бизнис, позориште, штампа, трговина итд. налазе у јеврејским рукама, и да Јеврејин представља слику Мађарске, посебно у иностранству.
На несрећу Јевреја, они су такође постали, по чуду историје, највидљивија преостала мањина у Мађарској (поред етничких Немаца и Цигана); остало велико немађарско становништво (укључујући Словаке, Словенце, Хрвате и Румуне, између осталих) нагло је искључено из мађарског становништва због територијалних губитака Тријанонским споразумом. То и веома видљива улога Јевреја у привреди, медијима и професијама, као и у руководству комунистичке диктатуре 1919. године, оставила је мађарске Јевреје као етнички одвојену групу која је могла да послужи као жртвено јарац за невоље нације. Њихово угњетавање је убрзо почело. Године 1920. Хортијева влада је усвојила закон Numerus Clausus који је ограничио број студената из мањинских заједница сразмерно њиховом уделу у укупном броју становника, ограничавајући на тај начин упис Јевреја на универзитете на пет процената или мање.
Антијеврејска политика постала је репресивнија у међуратном периоду јер су мађарски лидери, који су остали посвећени повратку територија изгубљених у Првом светском рату, одлучили да се придруже (иако опрезно) са фашистичким владама Немачке и Италије – међународним актерима који ће највероватније стајати иза захтева Мађарске. Међуратне године су такође довеле до појаве цветајућих фашистичких група, као што су Мађарска националсоцијалистичка партија и Партија стреластог крста.

## Антијеврејске мере

### Анти-јеврејски закони (1938–1941)
Почевши од 1938. године, Мађарска је под вођством Миклоша Хортија донела низ антијеврејских мера у складу са немачким Нирнбершким законима.
1. Први јеврејски закон (29. мај 1938) ограничио је број Јевреја у сваком трговачком предузећу, у штампи, међу лекарима, инжењерима и адвокатима на двадесет процената.
2. Други јеврејски закон (5. мај 1939), по први пут, дефинише Јевреје расно: сви појединци са два, три или четири јеврејска предака проглашени су Јеврејима.
3. Трећи јеврејски закон (8. август 1941) забрањивао је мешовите бракове и кажњавао сексуалне односе између Јевреја и нејевреја.

Њихово ангажовање у влади на било ком нивоу било је забрањено, нису могли да буду уредници у новинама, њихов број је био ограничен на шест одсто међу позоришним и филмским глумцима, лекарима, адвокатима и инжењерима. Приватним компанијама је било забрањено да запошљавају више од 12% Јевреја. 250.000 мађарских Јевреја је изгубило приходе. Већина њих је изгубила и право гласа: пре Другог јеврејског закона, ово право је имало око 31% јеврејске популације округа Боршода (без Мишколца), 2.496 људи. На следећим изборима, мање од месец дана након овог новог антијеврејског закона, само 38 привилегованих Јевреја могло је да гласа.
На изборима од 28. до 29. маја, нацистичка Партија стреластог крста добила је једну четвртину гласова и 52 од 262 места. Како нису били на листи у великим деловима земље на бирачким местима на којима су се кандидовали оствајали су 1/3 или 1/2 гласова. На пример, подршка нацистичким партијама био изнад 43% у изборним окрузима Зале, Ђер-Мошон, околина Будимпеште, централни и северни део округа Пешта-Пилиш, и изнад 36% у Веспрему, Вашу, Саболч-Унгу, Шопрону, Ноград-Хонту, Јас-Нагикуну, Јужној Пешти и Будиму. Нацистичке партије нису биле на гласачким листићима углавном у источном делу земље и у Шомођи, Барањи, Толни, Фејеру. Њихова најмања подршка била је у округу Бекеш (15%), граду Печују (19%), граду Сегедину (22%) и граду Северној Пешти (27%)

### Попис из јануара 1941. године
Према Magyarország történelmi kronológiája, попис становништва од 31. јануара 1941. показао је да се 6,2% становништва од 13.643.621, односно 846.000 људи, сматра Јеврејима према расним законима тог времена. Осим тога, у априлу 1941. Мађарска је од окупиране Југославије припојила Бачку, Муракез (Међимурска жупанија) и Муравидек (Прекомурје) са 1.025.508 људи, укључујући 15.000 Јевреја (подаци су од октобра 1941. године). То значи да је унутар граница Мађарске из маја 1941. било 861.000 (или 5,87%) Јевреја. Од овог броја, 725.000 (или 4,94%) су били Јевреји у складу са јеврејским верским законом (4,30% у Мађарској пре 1938, 7,15% на територијама припојеним од Чехословачке и Румуније 1938–1940 и 1,38% на територији Југославије 1941. године).
| Година припајања и држава | Регион                                            | Јеврејин по вери 1941. године | Јеврејин по закону, али не и по исповеданој вери | Јевреји         |
| ------------------------- | ------------------------------------------------- | ----------------------------- | ------------------------------------------------ | --------------- |
| пре 1938.; Мађарска       | Будимпешта                                        | 185,000                       | 36,000–72,000                                    | 221,000–257,000 |
| пре 1938.; Мађарска       | остатак земље                                     | 216,000                       | 16,000–38,000                                    | 232,000–254,000 |
| 1938.; Чехословачка       | Јужна Словачка                                    | 39,000                        | 1,000–10,000                                     | 40,000–49,000   |
| 1938.; Чехословачка       | Доња Карпатска Рутенија (окрузи доњи Унг и Берег) | 39,000                        | –                                                | 39,000          |
| 1939.; Чехословачка       | Горња Карпатска Рутенија (само бивши чешки део)   | 81,000                        | –                                                | 81,000          |
| 1940.; Румунија           | Северна Трансилванија                             | 151,000                       | 3,000–15,000                                     | 154,000–166,000 |
| 1941.; Југославија        | Бачка и друге територије                          | 14,000                        | 1,000                                            | 15,000          |
| Укупно                    |                                                   | 725,000                       | 57,000–136,000                                   | 782,000–861,000 |

Следи статистички сажетак написан почетком 1944. године из другог извора, и који се односи на податке пописа из 1941. године.:
| Регион по години присаједињења | Јидиш+хебрејски по матерњем језику 1941 | Јевреј по националности 1941. године | Јеврејин по вери 1941. године | Јеврејин по вери 1930. године | Јеврејин по вери 1910. године |
| ------------------------------ | --------------------------------------- | ------------------------------------ | ----------------------------- | ----------------------------- | ----------------------------- |
| пре 1938.                      | 1,357+222                               | 9,764 (0.10%)                        | 400,980 (4.30%)               | 444,567 (5.12%)               | 471,378 (6.19%)               |
| 1938.                          | 10,735+544                              | 14,286 (1.35%)                       | 77,700 (7.32%)                | 78,190 (7.56%)                | 66,845 (7.69%)                |
| 1939.                          | 68,643+1,987                            | 64,191 (9.25%)                       | 80,960 (11.67%)               | 71,782 (12.11%)               | 63,324 (12.75%)               |
| 1940.                          | 45,492+2,960                            | 47,357 (1.84%)                       | 151,125 (5.86%)               | 148,288 (6.20%)               | 134,225 (6.14%)               |
| 1941.                          | 338+47                                  | 3,857 (0.37%)                        | 14,242 (1.38%)                | ?                             | 17,642 (1.87%)                |
| Укупно                         | 126,565+5,760                           | 139,455 (0.95%)                      | 725,007 (4.94%)               |                               | 753,415 (6.22%)               |

Питање о јеврејским бабама и дедама је касно додато у упитнике на попису становништва 1941. године, када су неки листови већ били одштампани. Поред тога, многи хришћани јеврејског порекла нису истинито одговорили на ово питање. Дакле, док је око 62.000 хришћана признало јеврејско порекло (укључујући 38.000 у Будимпешти), њихов стварни број је процењен на најмање 100.000:
| Религија               | 4 јеврејско колено | 3     | 2      | 1     |
| ---------------------- | ------------------ | ----- | ------ | ----- |
| Јевреји у Будимпешти   | 175,651            | 448   | 7,655  | 699   |
| хришћани у Будимпешти  | 26,120             | 616   | 9,238  | 1,957 |
| Јевреји у целој земљи  | 708,419            | 1,639 | 15,011 | 1,938 |
| хришћани у целој земљи | 38,574             | 888   | 18,015 | 4,071 |

### Први масакри
Није јасно да ли је 10.000–20.000 јеврејских избеглица (из Пољске и других места) пребројано на попису из јануара 1941. године. Они и сви који од 1850. нису могли да докажу легалан боравак, око 20.000 људи, депортовани су у јужну Пољску и тамо или напуштени или су предати Немцима између 15. јула и 12. августа 1941. У пракси су Мађари депортовали многе људе чији су породице генерацијама живеле на том подручју. У неким случајевима је било дозвољено да се захтеви за боравишну дозволу гомилају без предузимања мера од стране мађарских званичника све до извршења депортација. Огромна већина депортованих масакрирана је у Камјањеец-Подиљском крајем августа.
У масакру у Ујвидеку (Нови Сад) и оближњим селима, 2.550–2.850 Срба, 700–1.250 Јевреја и 60–130 других убијено је од стране мађарске војске и чендершега (жандармерије) јануара 1942. године. Одговорнима, Ференцу Фекетехалми-Цејднеру, Мартону Зелдију, Јозефу Грасију, Ласлу Деаку и другима касније је суђено у Будимпешти током децембра 1943. и осуђени су, али су неки од њих побегли у Немачку.
Током рата, Јевреји су позивани да служе у ненаоружаним јединицама радне службе (мађ. munkaszolgálat) које су коришћене за поправку бомбардованих пруга, изградњу аеродрома или за чишћење минских поља на фронту. Отприлике 42.000 јеврејских војника је убијено на совјетском фронту 1942-43, од којих је око 40% страдало у совјетским логорима за ратне заробљенике. Многи су погинули од последица тешких услова на Источном фронту и окрутног поступања њихових мађарских наредника и официра. Још 4.000 принудних радника погинуло је у руднику бакра у Бору. Ипак, Миклош Калај, премијер од 9. марта 1942, и регент Хорти одупрли су се немачком притиску и одбили да дозволе депортацију мађарских Јевреја у немачке логоре смрти у окупираној Пољској. Ова аномална ситуација трајала је до 19. марта 1944. када су немачке трупе окупирале Мађарску и приморале Хортија да збаци Калаја.

## Холокауст

### Немачка инвазија на Мађарску
Адолф Хитлер је 18. марта 1944. позвао Хортија на конференцију у Аустрију, где је тражио већу подршку мађарске државе. Хорти се опирао, али његови напори су били узалудни – док је он присуствовао конференцији, немачки тенкови су ушли у Будимпешту. Дана 23. марта је постављена влада Демеа Стојаиа. Међу својим првим потезима, Стојаи је легализовао Партију стреластог крста, која је брзо почела да се организује. Током четири дана међувладе након немачке окупације, министарство унутрашњих послова је стављено у руке Ласла Ендреа и Ласла Бакија, десничарских политичара добро познатих по свом непријатељству према Јеврејима. Њихов шеф, Андор Јарос, био је још један посвећени антисемита.
Неколико дана касније, Рутенија, Северна Трансилванија и погранични регион са Хрватском и Србијом стављени су под војну команду. Премијер Деме Стојаи и Немци су 9. априла обавезали Мађарску да стави на располагање Рајху 300.000 јеврејских радника. Пет дана касније, 14. априла, Ендре, Баки и Адолф Ајхман, СС официр задужен за организацију депортације мађарских Јевреја у Немачки Рајх, одлучили су да депортују све мађарске Јевреје.
Иако је Пољски сервис Би-Би-Сија од 1943. емитовао о истребљивањима, мађарски сервис Би-Би-Сија није извештавао о Јеврејима. У допису из 1942. за мађарску службу Би-Би-Сија, који је написао Карлајл Макартни, саветник британског министарства спољних послова за Мађарску, пише: Уопште не би требало да помињемо Јевреје. Макартни је веровао да је већина Мађара антисемитска и да би помињање Јевреја отуђило већи део становништва. Већина Јевреја није веровала да би се Холокауст могао догодити у Мађарској: Ово се можда дешава у Галицији пољским Јеврејима, али то се не може догодити у нашој веома култивисаној мађарској држави. Према Јехуди Бауеру, када су депортације у Аушвиц почеле у мају 1944. године, ционистички омладински покрети организовали су кријумчарење мађарских Јевреја у Румунију. У Румунију је прокријумчарено око 4.000 мађарских Јевреја, укључујући шверцере и оне који су им плаћали на граници. Румуни су пристали да те Јевреје пусте унутра, упркос великом немачком притиску.

### Депортација у Аушвиц
СС-Оберштурмбанфирер Адолф Ајхман, чије дужности су укључивале надгледање истребљења Јевреја, поставио је своје особље у хотел Мажестик и брзо је наставио са прикупљањем Јевреја из мађарских провинција изван Будимпеште и њених предграђа. Закон о жутој звезди и гетоизацији, као и депортација, постигнути су за мање од 8 недеља, уз ентузијастичну помоћ мађарских власти, посебно жандармерије (мађ. csendőrség). План је био да се користи 45 сточних вагона по возу, 4 воза дневно, за депортовање 12.000 Јевреја у Аушвиц сваког дана са села, почев од средине маја; након тога је требало да уследи депортација Јевреја из Будимпеште од око 15. јула.
Непосредно пре почетка депортација, извештај Врба-Вецлера стигао је до савезничких званичника. Детаље из извештаја пренео је Би-Би-Си 15. јуна, а штампан у Њујорк тајмсу 20. јуна. Светски лидери, укључујући папу Пија XII (25. јун), председника САД Рузвелта 26. јуна, и шведског краља Густафа V 30. јуна, су молили Хортија да искористи свој утицај да заустави депортације. Рузвелт је посебно запретио војном одмаздом ако транспорт не буде обустављен. Хорти је 7. јула коначно наредио да се транспорти обуставе. Према историчару Петеру Шипошу, мађарска влада је већ знала за геноцид над Јеврејима од 1943. године. Хортијев син и снаха добили су копије Врба-Вецлеровог извештаја почетком маја, пре него што су почеле масовне депортације. Верује се да је Врба-Вецлеров извештај прослеђен мађарском ционистичком лидеру Рудолфу Каштнеру најкасније 28. априла 1944.; међутим, Каштнер то није јавно објавио.
Први транспорти у логор Аушвиц почели су почетком маја 1944. и настављени су чак и када су се совјетске трупе приближавале. Мађарска влада је била искључиво задужена за транспорт Јевреја до северне границе. Мађарски командант железничке станице Каса (Кошице) педантно је бележио возове који су ишли у Аушвиц са местом поласка и бројем људи у њима. Први воз је прошао кроз Касу 14. маја. Уобичајено је било да три или четири воза, са између 3.000 и 4.000 људи у сваком возу, што је укупно отприлике 12.000 Јевреја испоручују сваког дана у објекте за истребљење. Током ова 33 дана до 16. јуна било је 109 возова. (Било је дана када је било и по шест возова.) Између 25. и 29. јуна било је 10 возова, затим још 18 возова 5–9. јула. 138. забележени воз (са 400.426. жртвом) који је ишао за Аушвиц преко Касе био је 20. јула. ош 10 возова је послато у Аушвиц другим рутама (24.000+ људи) (прва два су напустила Будимпешту и Топољу 29. априла и стигла у Аушвиц 2. маја), док је 7 возова са 20.787 људи отишло у Штрасхоф између јуна 25 и 28 (по 2 из Дебрецина, Сегедина и Баје; 1 из Солнока). Јединствени Каштнеров воз кренуо је за Берген-Белзен са 1.685 људи 30. јуна.

Нема сумње да је ово вероватно највећи и најстрашнији злочин икада почињен у целој историји света...

Винстон Черчил, 11. јул 1944
До 9. јула 1944. депортовано је 437.402 Јевреја, према званичним немачким извештајима опуномоћеника Рајха у Мађарској Едмунда Фезенмајера. Сто четрдесет седам возова је послато у Аушвиц, где је већина депортованих убијена по доласку. Пошто крематоријуми нису могли да се носе са бројем лешева, у њиховој близини су ископане посебне јаме, где су тела једноставно спаљивана. Процењује се да су једна трећина убијених жртава у Аушвицу били Мађари.
Током већег дела овог временског периода, 12.000 Јевреја је испоручено у Аушвиц у једном типичном дану, међу њима и будући писац и добитник Нобелове награде Ели Визел, са 15 година. Фотографије снимљене у Аушвицу пронађене су после рата и приказују долазак Јевреја из Мађарске у логору.
Оданост циљу коначног решења мађарских жандарма изненадила је чак и самог Ајхмана, који је надзирао операцију са свега двадесетак официра и особљем од 100 човека, међу којима су били возачи, кувари итд.

### Напори за спасавање Јевреја
Врло мали број припадника католичког или протестантског свештенства дигао је глас против слања Јевреја у смрт. (Запажена је била проповед бискупа Арона Мартона у Колошвару 18. маја). Католички примас Мађарске, Середи одлучио је да не изда пасторално писмо у којем осуђује депортацију Јевреја.
Рим је ослобођен 4. јуна, искрцавање на дан Д у Нормандији било је 6. јуна. Али 15. јуна, градоначелник Будимпеште је одредио 2.000 (5%) кућа са "звездама" у које је сваки Јеврејин (20%+) морао да се креће заједно. Власти су мислиле да савезници неће бомбардовати Будимпешту јер су куће са звездама биле разбацане по граду. Крајем јуна, папа у Риму, краљ Шведске, и председник САД Френклин Д. Рузвелт позвали су на заустављање депортација. Адмирал Хорти је наредио обуставу свих депортација 6. јула. Ипак, још 45.000 Јевреја је после овог дана депортовано из трансдунавског региона и периферије Будимпеште у Аушвиц. После неуспелог покушаја убиства Хитлера, Немци су одустали од притиска на Хортијев режим да настави даље са депортацијама великих размера, иако су неке мање групе наставиле да депортују возом. Крајем августа Хорти је одбио Ајхманов захтев да поново покрене депортације. Химлер је наредио Ајхману да напусти Будимпешту.
Стојајева влада је померила датум депортације будимпештанских Јевреја у Аушвиц на 27. август. Али Румуни су прешли на страну савезника 23. августа 1944., што је изазвало велике проблеме немачкој војсци. Хајнрих Химлер је наредио отказивање даљих депортација из Мађарске 25. августа. Хорти је коначно сменио премијера Стојаја 29. августа, истог дана када је почео словачки национални устанак против нациста.
Упркос промени власти, мађарске трупе су окупирале делове јужне Трансилваније, Румуније, и масакрирали стотине Јевреја у Кисармашу (Сармашу; Масакр у Сармашу), Марослудашу (Лудуш; Масакр у Лудушу) и другим местима почевши од 4. септембра.

### Владавина Стреластог крста
Након државног удара Стреластог крста  15. октобра, десетине хиљада Јевреја из Будимпеште послато је пешке до аустријске границе у маршевима смрти, већина принудних радника под командом Мађарске војске до сада је депортована (на пример у логор Берген-Белзен), а у Будимпешти су формирана два гета. Мали међународни гето састојао се од неколико кућа са звездама под заштитом неутралних сила у округу Ујлипотварош. Швајцарској је било дозвољено да изда 7.800 шуц пасоша, Шведској 4.500, а Ватикану, Португалу и Шпанији 3.300 заједно. Велики будимпештански гето је постављен и ограђен зидом у делу Будимпеште Ержебетварош 29. новембра. Рације чланова Стреластог крста и масовна погубљења су се редовно дешавали у оба гета. Поред тога, у два месеца између новембра 1944. и фебруара 1945. они су стрељали 10.000–15.000 Јевреја на обалама Дунава. Совјетске трупе су ослободиле велики будимпештански гето 18. јануара 1945. На будимској страни града, опкољени чланови Стреластог крста су наставили са убиствима све док Совјети нису заузели Будим 13. фебруара.
Имена неких дипломата, Раула Валенберга, Карла Луца, Анхела Санса Бриза, Ђорђа Перласке, Карлоса Сампаја Гарида, and Карлоса де Лиз-Тешеира Бранкиња заслужују да се спомену, као и неких припадника војске и полиције који су спасавали људе (Пал Салаи, Карољ Сабо, и други официри који су изводили Јевреје из логора са лажним папирима), службеник министарства унутрашњих послова (Бела Хорват) и неке црквене институције и личности. Рудолф Каштнер заслужује посебну пажњу због његових трајних преговора са Адолфом Ајхманом и Куртом Бечером да спречи депортације у Аушвиц, издејствовавши само минимално слање Јевреја у још увек страшне радне батаљоне у Аустрији и на крају спасавајући 1.680 Јевреја у Каштнеровом возу.

### Број преживелих
Процењује се да је у Будимпешти ослобођено око 119.000 Јевреја (25.000 у малом међународном гету, 69.000 у великом гету, а 25.000 се крило са лажним папирима) и 20.000 принудних радника на селу. Скоро сви преживели депортовани вратили су се између маја и децембра 1945., барем да би проверили судбину својих породица. Њихов број је био 116.000. Процењује се да је од првобитне популације од 861.000 људи који се сматрају Јеврејима унутар граница 1941–1944., преживело око 255.000. Ово даје стопу преживљавања од 29,6 процената. Према другој рачуници, мађарско јеврејско становништво у време немачке инвазије било је 800.000, од којих је 365.000 преживело.

## Комунистичка владавина
На крају Другог светског рата, у Мађарској је остало само 140.000 Јевреја, што је много мање од 750.000 колико их је било 1941. Тешка економска ситуација у комбинацији са дуготрајним антисемитским ставом становништва изазвала је талас миграција. Између 1945. и 1949. године, 40.000–50.000 Јевреја је отишло из Мађарске у Израел (30.000–35.000) и у западне земље (15.000–20.000). Између 1948. и 1951. 14.301 мађарски Јевреј емигрирао је у Израел, а након 1951. излазне визе су постале све скупље и рестриктивније. Људи јеврејског порекла доминирали су послератним комунистичким режимом све до 1952–53, када су многи уклоњени у низу чистки. Током првих година, највише чланство режима и тајне полиције били су скоро у потпуности Јевреји. Лидери попут Маћаша Ракошија, Ерна Гера и Петера Габора одбацили су јудаизам и били су строги атеисти по комунистичкој доктрини. Заиста, под комунистичком владавином од 1948. до 1988., ционизам је био забрањен, а јеврејска светковина је била ограничена. Штавише, припадници више класе, Јевреји и хришћани, били су протерани из градова у провинције на 6–12 месеци почетком 1950-их.
Јевреји су били на обе стране устанка 1956. године. Неки наоружани вође побуњеника попут Иштвана Ангјала, преживелог из Аушвица а погубљеног 1. децембра 1958., били су Јевреји. Јеврејски писци и интелектуалци попут Тибора Дерија, који је био у затвору од 1957. до 1961. године, заузимали су чело реформског покрета. Након мађарске револуције 1956., око 20.000 Јевреја је побегло из земље. Око 9.000 је отишло у Израел, док су се остали настанили у Сједињеним Државама, Канади, Аустралији, Западној Европи и Латинској Америци. Процењује се да је 20% мађарских избеглица које су ушле у Канаду 1957. биле Јевреји. Мађарска јеврејска популација је опала како због емиграције, тако и због високог нивоа асимилације и мешовитих бракова и ниске стопе наталитета. Јевреји са најјачим јеврејским идентитетом били су обично они који су емигрирали. До 1967. у земљи је остало само око 80.000–90.000 Јевреја (укључујући и нерелигиозне Јевреје), а тај број је додатно опао пре него што је комунистички режим у земљи пао 1989. године.
Под блажим комунистичким режимом Јаноша Кадара (владао 1957–1988) левичарска јеврејска интелигенција остала је важан и гласан део мађарске уметности и науке. Дипломатски односи са Израелом прекинути су 1967. након Шестодневног рата, али га нису пратиле антисемитске кампање као у Пољској или Совјетском Савезу.

## Од 1990-их
Јеврејска популација Мађарске (унутар њених садашњих граница) смањила се са скоро пола милиона након Првог светског рата и наставила да опада између 1920. и 2010. године, значајно између 1939. и 1945. (Други светски рат и холокауст), и даље између 1951. и 1960. (Мађарска револуција 1956.). Упркос паду, Мађарска је 2010. имала највећу јеврејску популацију у источној Европи ван бившег Совјетског Савеза.
Након пада комунизма, Мађарска је имала два премијера јеврејског порекла, Јожефа Антала (1990–1993) и Ђулу Хорна (1994–1998)
У априлу 1997. године, мађарски парламент је донео јеврејски закон о одштети који враћа имовину украдену јеврејским жртвама током нацистичке и комунистичке ере. Према овом закону, имовина и новчане исплате враћене су јеврејској фондацији за јавну баштину и јеврејским жртвама холокауста.
Критичари су тврдили да суме не представљају ништа друго до симболичан гест. Према Рендолфу Л. Брахаму: Замрачење Холокауста политички вођеном преокупацијом ужасима комунистичке ере довело је, између осталог, до давања приоритета обештећењу жртава комунизма у односу на жртвама нацизма. Да би увреда била већа, неодређеном броју хришћанских жртава је исплаћено обештећене за имовину национализовану од стране комунистичког режима, а коју су 'легално' или на превару стекли од Јевреја током нацистичке ере. Утемељујући ову виртуелну опсценост, влада Виктора Орбана је крајем 1998. настојала да олакша колективну савест нације нудећи компензацију преживелима тако што ће платити отприлике 150 долара за сваког члана њихових најужих породица, под претпоставком да могу доказати да су њихови најмилији били заправо жртве Холокауста.